# Karl-Heinz Fuhrmann

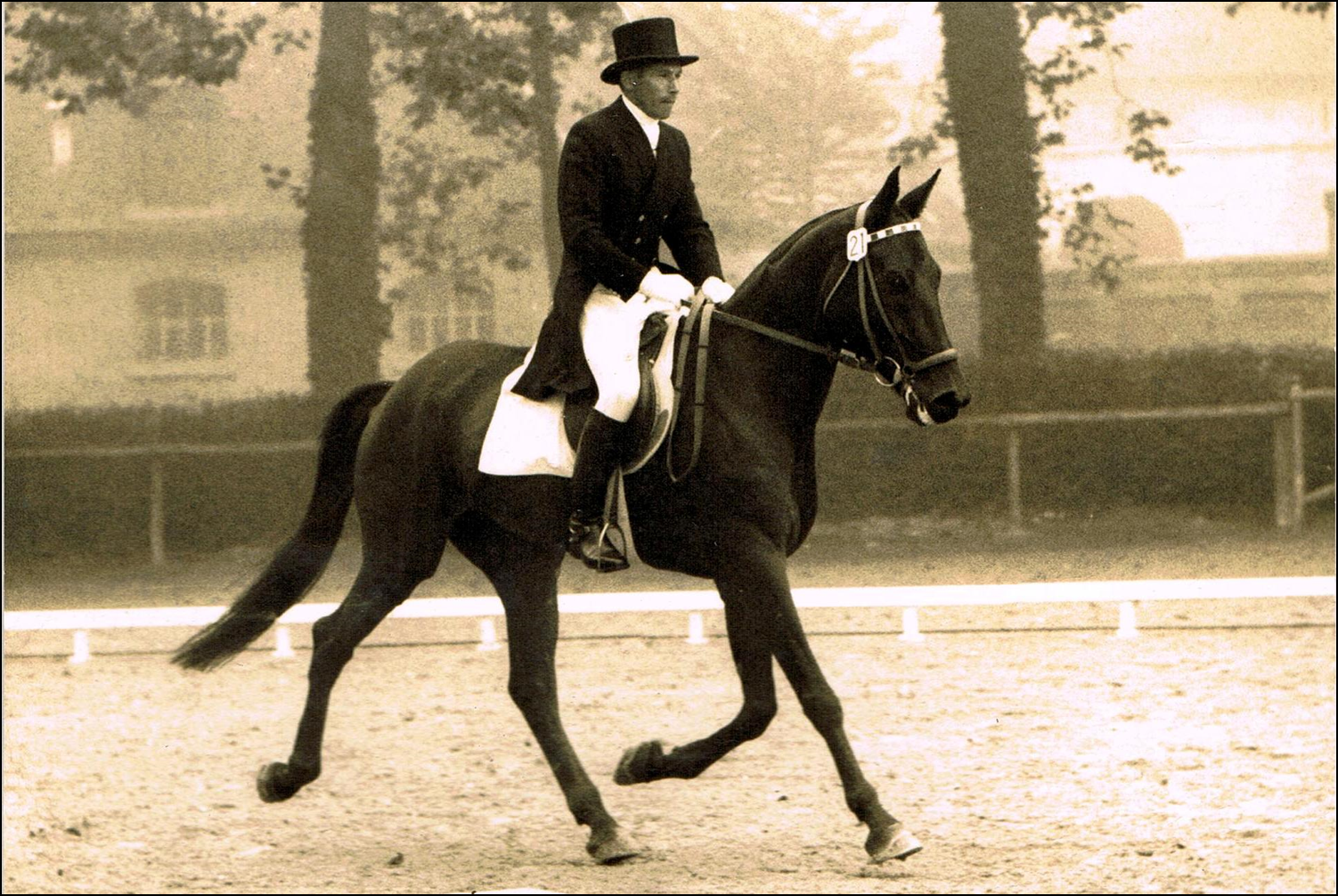
Karl-Heinz Fuhrmann auf Saturn

Karl-Heinz Fuhrmann (* 18. Mai 1937 in Recklingen) ist ein ehemaliger Reiter aus der DDR, der bei den Olympischen Spielen 1964 in Tokio mit der gesamtdeutschen Olympiamannschaft und bei den Olympischen Spielen 1968 in Mexiko-Stadt mit der DDR-Mannschaft antrat.

## Leben
Karl-Heinz Fuhrmann vom ASK Vorwärts Berlin war 1961 und 1962 DDR-Meister in der Military. 1964 qualifizierte er sich zusammen mit Gerhard Schulz aus der DDR sowie den bundesdeutschen Reitern Fritz Ligges und Horst Karsten für die gesamtdeutsche Mannschaft bei den Olympischen Spielen in Tokio. In Tokio belegte Fuhrmann auf Mohamet den 25. Platz in der Military-Einzelwertung. In der Mannschaftswertung gewannen Ligges (3. der Einzelwertung), Karsten (6. der Einzelwertung) und Schulz (20. der Einzelwertung) die Bronzemedaille hinter den Italienern und der US-Equipe. Fuhrmann kam nicht in die Wertung und erhielt als Ersatzmann gemäß der bis 1980 gültigen Regelung auch keine Medaille.
1968 in Mexiko-Stadt belegte Fuhrmann auf Saturn erneut den 25. Platz in der Military-Einzelwertung, mit dem besten Ergebnis der DDR-Mannschaft trug er zum siebten Platz in der Gesamtwertung bei. 1969 gewann Fuhrmann, mittlerweile für den SC Dynamo Hoppegarten startend, seinen dritten DDR-Meistertitel. 